# 二河高速公路
二河高速公路是中華人民共和國交通部1992年制定的五纵七横国道主干线规划的一条，现已废除，包括现有以下高速公路区段：
- 二广高速二连浩特-太原段；
- 京昆高速太原-昆明段；
- 广昆高速昆明-开远段；
- 开河高速开远-河口段。